# Alberto Gallo
Alberto Atilio Gallo (20 agosto 1920 – ...) è stato un calciatore argentino, di ruolo attaccante.

## Caratteristiche tecniche
Giocava come attaccante. Il suo ruolo abituale era quello di ala destra, ma giocò anche come mezzala, sempre sullo stesso lato del campo. Aveva delle buoni doti nell'organizzare il gioco della propria squadra.

## Carriera

### Club
Gallo debuttò nella prima squadra del River Plate nella stagione 1940, a vent'anni. Inizialmente fu considerato la riserva di Félix Loustau, che sostituì in svariate occasioni, così come fece Aristóbulo Deambrossi. Nell'annata 1943 segnò 5 gol, alternandosi nel ruolo di mezzala con José Manuel Moreno; l'anno seguente andò in rete per 8 volte. Nel 1945 rimpiazzò Moreno quand'egli si trasferì in Messico. In tale stagione mise a segno 10 reti. Lasciò il River dopo la Primera División 1946, conclusa con 4 gol all'attivo, e si accasò al Racing di Avellaneda, con cui si rese protagonista di un buon campionato: in 23 incontri giocati marcò 12 volte. Nel torneo nazionale del 1948 giocò per il Banfield, totalizzando 21 presenze su 30 e 8 reti. Trasferitosi al Quilmes, ne fu elemento di spicco, giocandovi titolare per due campionati e realizzando 16 reti. Tornò al River nel 1952, disputando la sua ultima stagione da professionista come mezzala destra, venendo poi rilevato da Eliseo Prado.

## Palmarès

### Club

#### Competizioni nazionali
- Campionato argentino: 4

River Plate: 1941, 1942, 1945, 1952